# 金融経済教育推進機構
金融経済教育推進機構（きんゆうけいざいきょういくすいしんきこう 英語名 Japan Financial Literacy and Education Corporation 英語略称J-FLEC ）は金融サービスの提供及び利用環境の整備等に関する法律に基づく認可法人である。

## 概要
金融経済教育推進機構（以下「機構」という。）は、適切な金融サービスの利用等に資する金融又は経済に関する知識を習得し、これを活用する能力の育成を図るための教授及び指導（第百十九条及び第百三十四条において「金融経済教育」という。）を推進することを目的とする。（法第86条）
2024年2月の金融サービスの提供に関する法律の金融サービスの提供および利用環境の整備等に関する法律への改正によって規定され「機構は、一を限り、設立されるもの(法第88条)」とされた。
2024年4月5日、金融広報中央委員会、全国銀行協会、日本証券業協会の3者が発起人となり設立され、8月1日付けで業務を開始し、金融広報中央委員会は10月31日に事業を移管して解散、他2団体の金融教育事業およびコンテンツも移管された。
新しい資本主義政策の一環として「資産所得倍増プラン」が提唱されその政策の一つの柱として国民のマネーリテラシー向上を目指し、様々な公的機関で行われていた情報発信の連携を強化するために設立された。資本金として2500万円を金融広報中央委員会を持つ日本銀行が、全国銀行協会及び日本証券業協会が1250万円ずつそして、残り10億円余りを政府が出資して設立した。

## 業務
法第109条によると
1. 金融経済教育を行うこと。
2. 国民が金融経済教育を容易に受けられるよう、必要な情報の収集、整理及び提供、金融経済教育を担う人材の養成及び資質の向上その他の支援を行うこと。
3. 金融経済教育の推進に関する調査研究を行うこと。
4. 前三号に掲げる業務に附帯する業務

とされており、具体的には
- 個別相談の紹介
- 学校教材の無料提供
- 金融経済教育研究校の指定・支援
- 講師派遣
- J-FLEC認定アドバイザーの認定・公表

を行っている。

### J-FLEC認定アドバイザー
個人が中立、公正の立場から金融に関するアドバイスを受けることができるように、一定の資格・業務経験を持ち投資商品などの販売と現在かかわりのない人物を募集、審査の上J-FLEC認定アドバイザーとして認定、公表している。
認定されると、自身の業務上で標榜することが可能となり機構から相談をするための連絡先や費用、専門分野などが公表されるほか、J-FLECの開くセミナーの講師や個別相談を受託し、従事するのは、認定アドバイザーとなる。また、研修の受講や活動実績が更新に求められる。
資格としては
- フィナンシャルプランナー : CFP®、AFP、FP技能検定（２級以上）
- 外務員 (１種）
- 証券アナリスト
- プライベートバンカー
- 公認会計士
- 税理士
- 弁護士
- 司法書士
- 行政書士
- 社会保険労務士
- 消費生活相談員
- 消費生活アドバイザー
- DCプランナー（１級）
- 住宅ローンアドバイザー
- 銀行業務検定（税務２級）
- 銀行業務検定（相続アドバイザー３級以上）
- 銀行業務検定（年金アドバイザー３級以上）
- 金融窓口サービス技能検定（１級）
- 投資助言・代理業者

が例示されている。
金融機関や民間のフィナンシャルプランナーマッチングサービスでは多くの場合無料であるが、保険や証券、不動産等の業者からの報酬で運営されていてそれらの商品の勧誘が行われるのに対し、J-FLEC認定アドバイザーはこれらの商品から中立な立場からのアドバイスを求められている。

## 世界の同様の機関
- Money and Pensions Service (MaPS) イギリス
- Financial Literacy and Education Commission(FLEC) アメリカ合衆国